# 267 км (зупинний пункт, Придніпровська залізниця)
267 кіломе́тр — пасажирський залізничний зупинний пункт Дніпровської дирекції Придніпровської залізниці на електрифікованій лінії Синельникове II — Чаплине між станціями Роздори (13 км) та Письменна (5 км). Розташований в селі Солонці Синельниківського району Дніпропетровської області.

## Пасажирське сполучення
На платформі 267 км зупиняються приміські електропоїзди, що прямують до станцій Дніпро-Головний, Синельникове I, Чаплине.